# Ferrari 458 Italia GT2
Chronologie des modèles
Ferrari F430 GTC Ferrari 488 GTE
La Ferrari 458 Italia GT2 est une voiture de course développée et fabriquée par GT Competizione et Ferrari pour courir dans la catégorie GTE de l'Automobile Club de l'Ouest. Elle est dérivée de la Ferrari 458 Italia, d'où elle tire son nom.

## Histoire en compétition
La 458 Italia GT2 remporte dès sa première année en compétition les titres équipe, constructeur et pilotes de la catégorie GTE Pro en Intercontinental Le Mans Cup, puis s'ensuivent de 2012 à 2015 quatre coupes du monde GT, trois trophées des pilotes GTE Pro et un trophée des pilotes en GTE Am en championnat du monde d'endurance FIA.
Elle permet à de nombreuses écuries de glaner les titres équipes en GTE Pro, puis GTE de 2011 à 2015 en European Le Mans Series.
La Ferrari 458 Italia GT2 a également remporté quatre victoires de catégories aux 24 Heures du Mans :
- LMGTE Pro en 2012 : AF Corse, avec Giancarlo Fisichella, Gianmaria Bruni, et Toni Vilander.
- LMGTE Pro en 2014 : AF Corse, avec Giancarlo Fisichella, Gianmaria Bruni, et Toni Vilander.
- LMGTE Am en 2015 : SMP Racing, avec Viktor Shaytar, Aleksey Basov (en), et Andrea Bertolini.
- LMGTE Am en 2016 : Scuderia Corsa, avec Bill Sweedler, Townsend Bell, et Jeff Segal.